# Luciano (conde)
Luciano (em latim: Lucianus; m. 393) foi um oficial romano do século IV, ativo durante o reinado do imperador Teodósio I (r. 378–395).

## Vida
Luciano era talvez cristão. Era filho de Florêncio e talvez irmão do indivíduo homônimo. Aparece pela primeira vez em 388, quando visitou a Fenícia e serviu como consular da Síria. Segundo Libânio, ele lisonjeou a multidão do teatro e desprezou o conselho de Antioquia ao limitar os dias de recepção para quatro ao mês. Uma embaixada foi enviada a Constantinopla para reclamar de sua conduta e a do prefeito pretoriano do Oriente Eutôlmio Taciano. Seus apoiantes eram hostis a Arcádio, Próculo e Taciano e o último o depôs com a ajuda do mestre dos soldados do Oriente. Seu governo duro e queda são descritas, sem citar seu nome, na oração 1.269-70 de Libânio.
Em 393, Libânio ganhou o favor do prefeito pretoriano Rufino através de presentes e Luciano foi recomendado por ele ao imperador Teodósio, que nomeou-o conde do Oriente. Neste ofício, comportou-se com probidade exemplar, recusando uma petição ilegal do tio do imperador, Euquério. Euquério queixou-se com Teodósio, que repreendeu Rufino e este viajou pessoalmente para Antioquia e fez com que Luciano fosse flagelado até a morte. Zósimo registra o incidente no reinado de Arcádio (r. 395–410), porém a visita de Rufino a Antioquia ocorreu em 393 e esta é a data provável. Libânio compôs uma oração contra ele.